# NU'EST
NU'EST (original : 뉴이스트, acronim pentru New Establish Style Tempo) este un o trupă sud-coreeană de băieți formată de Pledis Entertainment în 2012. Grupul este format din JR, Aron, Baekho, Minhyun și Ren. 

## Istoric

### Pre-debut
Înaintea debutului, NU'EST a creat numeroase aparențe în muzica lor. Membrii NU'EST au fost dansatori de rezervă pentru trupa de fete After School , Blue Wonder Boy și au apărut în lansarea de crăciun -  Love Letter.
Membrii NU'EST au activat de asemenea și solo. JR a apărut în videoclipul melodiei Bangkok City (Orange Caramel) și  a colaborat cu UEE din trupa After School,  pentru cântecul solo Sok Sok Sok. 
Baekho a apărut în videoclipul piesei „Play Ur Love” de la After School și Minhyun și-a făcut apariția în videoclipul melodiei Shanghai Romance ( Orange Caramel) .
JR, Aron, Minhyun și Ren au colaborat de-a lungul timpului cu Lizzy din After School, în comercializarea  „New Balance”.

### 2012 - Face și Action
NU'EST și-au început debutul cu primul single „Face” pe 15 martie 2012 și etapa debutului pe M Countdown în aceeași zi. 
NU'EST au început primul lor reality show, Making Of A star: NU'EST Landing Operation (NU'EST operațiune în desfășurare) în timpul perioadei promoționale.
NU'EST au revenit cu primul lor mini-album: Action, pe 11 iulie 2012 și au devenit ambasadorii Asociației de Cercetași din Coreea (Korea's Scout Association). De-a lungul perioadei lor de promovare și restul anului au început să se extindă pe piață, global, având evenimente în Japonia, America, Australia și alte părți ale Asiei. 
În decembrie NU'EST au avut o colaborare cu McDonald’s, filmând o reclamă pentru ei.

### 2013 - Hello și Sleep Talking
Baekho și Ren și-au început activitatea în actorie într-o dramă alături de UEE „Jeon Woo Chi” în ianuarie. 
NU'EST au revenit cu al doilea mini - album Hello în 2013. 
În timpul activităților de promovare au fost invitați să participe la SBS MTV Diary, împreună cu trupa de fete Hello Venus. 
Pe 8 aprilie, Aron a devenit DJ la Arirang - Music Access.
NU'EST s-au întors pe 22 septembrie cu al treilea lor mini-album “Sleep Talking” și au început promovarea în aceeași zi. 
NU'EST au început să între în piața  chineză, în noiembrie cu adăugarea unui nou membru, Jason (Fu Long Fei), doar pentru promovările chineze, trupa având numele de NU'EST-M pe durata proiectului . Ei au înregistrat versiuni chineze pentru “Face” și “Sleep Talking” .
În luna decembrie Minhyun  a jucat un mic rol în Reckless Family 3.

### 2014 - Re:BIRTH și Japanese debut
Cu ocazia aniversării de 400 de episoade Music Core , Ren a luat parte la proiectul Girl’s Day – Something, alături de Minhuk ( BTOB ) , Seungjin ( A-Jax ) și Hongbin ( VIXX ). NU'EST au revenit pe 9 iulie cu primul lor album full “Re:BIRTH”.
NU'EST au debutat în Japonia cu single-ul Shalala Ring pe 5 noiembrie.
Pe 11 noiembrie, ei au anunțat că Baekho va fi suspendat temporar din activitățile vocale, datorită unor probleme cu corzile vocale. El a avut o operație pe 2 decembrie, lipsind din NU'EST's Europe Tour și evenimentele de crăciun din Japonia.

### 2015 - I'm bad și lansare japoneză
NU'EST a lansat single-ul digital I'm Bad pe 27 februarie. Comercializarea single-ului a fost limitată până la data de 15 martie,cu ocazia aniversării lor de 3 ani de la debut. Baekho nu participat la înregistrarea melodiei principale, deoarece era în perioada de recuperare, după ce acesta a avut o operație la corzile vocale, însă a putut înregistra la celălalte melodii, care au apărut pe 19 aprilie. 
Aron a încetat să mai fie DJ la Arirang Music Access, după doi ani petrecuți acolo. 
NU'EST a lansat al doilea single japonez Na.Na.Na pe  20 mai.
Pe 14 August Aron a ocupat poziția de DJ la SBS PopAsia , având propriul lui show Aron's Hangout.
NU'EST a lansat primul lor album japonez  Bridge the World pe 18 noiembrie, după pre-lansarea melodiilor  Bridge the World, Cherry, Access To You și Eternal Rain.

### 2016: Q Is și Canvas
Al patrulea lor EP Q Is s-a lansat pe 17 February 2016 cu melodia principală "Overcome". Au început activitățile de promovare a doua zi.
NU'EST a lansat al cincilea EP Canvas și alături de acesta single-ul "Love Paint (Every Afternoon)" pe 29 august 2016. După 4 ani de activitate,grupul a fost nominalizat pentru prima oară la un music show-ul popular The Show. Din 20 septembrie, au fost niminalizați pentru locul 1 de 3 ori la rând. Pe 6 octombrie 2016, s-a lansat videoclipul pentru duo-ul  "Daybreak" de pe albumul Canvas,interpretat de Minhyun și JR.

### 2017: Produce 101 Sezonul 2 și NU EST W
Patru membrii (JR, Minhyun, Baekho și Ren) au participat la emisiunea Produce 101 Sezonul 2 în prima jumătate a anului 2017. În timpul apariției lor în această emisiune, albumele lansate anterior, inclusiv Q Is și Canvas, au urcat în topurile coreene ca rezultat al popularității lor în timpul și după terminarea emisiunii. Produce 101 Sezonul 2 s-a încheiat cu clasificarea unuia dintre membrii trupei, Minhyun, pe locul 9, acesta fiind nevoit să devină un membru al grupului temporar Wanna One. În ultimul episod, Baekho s-a clasat pe locul 13, JR pe locul 14 și Ren pe locul 20. Din cauza contractului pe care l-a impus emisiunea în ceea ce privește formarea grupului temporar Wanna One, Minhyun va activa alături de această nouă trupă până la data de decembrie 2018, etapă după care se va întoarce la grupul lui inițial și va continua să performeze din nou ca membru permanent.
Ca urmare a participării lor la emisiunea Produce 101 Sezonul 2, JR și Ren au fost aleși ca model pentru campania de cosmetice de la Labiotte. De asemenea, JR s-a alăturat unui show difuzat pe JTBC, Night Goblin, unde este membru permanent.
Ceilalți patru membrii, vor continua activitățile sub numele de NU'EST W până când Minhyun se va întoarce. Litera  "W" vine de la cuvântul "wait", din engleză, însemnând că grupul va aștepta întoarcerea lui Minhyun. 
NU'EST W a lansat EP-ul de debut intitulat W, Here cu melodia principală "Where You At" pe 10 octombrie 2017. Fiecare dintre membrii a luat parte la crearea albumului și a primit  cîte un cântec solo pentru a-și dovedi individualitatea. În prima oră după lansarea albumului pe chart-ul Melon, piesa "Where You At" a fost audiată de 42.395 de ori, în iTunes World Chart, s-a plasat pe locul 7 și  a atins aproape statutul All-Kill, cucerind ulterior cele mai importante chart-uri muzicale din Coreea (Melon, Naver, Bugs, Soribada), iar după 14 ore după lansare clipul a ajuns la 1 milion de vizualizări.
Noul album a fost foarte bine primit, iar grupul a câștigat pentru prima oară locul 1 în cadrul unui show cu melodia "Where You At" pe 19 octombrie 2017 la M Countdown. A doua zi, NU'EST W wa câștigat locul 1 la Music Bank, din nou, cu aceeași melodie "Where You At." De la lansarea acesteia, vânzările albumului W, Here au depășit numărul de 200,000 de exemplare în doar prima săptămână, fapt datorită căruia NU'EST W a devenit al patrulea grup care a reușit să vândă 200,000 de exemplare în prima săptămână de promovare.De asemenea, NU'EST W este și cel mai mic grup care a reușit acest lucru.
Pe data de18 octombrie albumul W.HERE s-a plasat pe locul 5 în Billboard World Albums Chart.
Prima mult-așteptată victorie a lui NU'EST W cu melodia Where You At  la M! Countdown! - 19 octombrie 2017. De asemenea, aceasta a fost prima victorie în cariera NU'EST! 

### 2018:Who, You
În așteptarea lansării albumului Who, You, Pledis Entertainment a lansat o campanie publicitară de o zi pentru NU'EST W peTimes Square din New York, pentru a promova albumul și mulțumi fanii pentru susținere. La 25 iunie 2018, NU'EST W a lansat cel de-al doilea EP, Who, You, și a început să promoveze single-ul "Dejavu" În urma lansării sale, "Dejavu" a ocupat trei mari chart-uri muzicale coreene. 
În luna ianuarie NU'EST W a ]ncheiat un contracte de modeling cu brand-ul de haine <<Hang Ten>>

## Membri
- Aron (아론): născut Aaron Kwak, Data nașterii: 21 mai 1993.
- JR (제이알): născut Kim Jong-Hyun (김종현), Data nașterii:  8 iunie 1995.
- Baekho (백호): născut Kang Dong-Ho (강동호), Data nașterii:  21 iulie 1995.
- Minhyun (민현): născut Hwang Min-Hyun (황민현), Data nașterii: 9 august 1995.
- Ren (렌): născut Choi Min-Gi (최민기), Data nașterii:  3 noiembrie 1995.

## Concerte / Turnee
| An   | Concerte / Turnee                                 |
| ---- | ------------------------------------------------- |
| 2012 | NU'EST "The 1st Face to Face"                     |
| 2013 | NU'EST Show Time In Seoul                         |
| 2013 | NU'EST Debut 1st Anniversary Live Show Time       |
| 2013 | NU'EST L.O.Λ.E. TOUR                              |
| 2014 | NU'EST Debut 2nd Anniversary Live Show Time 2     |
| 2014 | NU'EST Japan Tour One L.O.∧.E                     |
| 2014 | NU'EST Latinoamerica Tour                         |
| 2014 | NU'EST Autumn Live                                |
| 2014 | Re:Sponse Europe Tour                             |
| 2014 | NU'EST Re:Birth In Thailand                       |
| 2015 | NU'EST Live Tour Show Time 3                      |
| 2015 | NU'EST First Solo Show In Dallas                  |
| 2015 | NU'EST Summer Vacation In Korea                   |
| 2015 | NU'EST World Tour Concert RE:VIVE                 |
| 2015 | NU'EST Japan Tour "Bridge the World"              |
| 2015 | NU'EST "Bridge the World Live"                    |
| 2016 | NU'EST Live Tour Show Time 4                      |
| 2017 | NU'EST W "Love & Dream" Fanmeeting at South Korea |
| 2017 | NU'EST W Fanmeet and Concert at Taiwan            |
| 2017 | NU'EST W Fanmeet and Concert at Hong Kong         |
| 2018 | NU'EST W at KWave 2 Music Festival Malaysia       |
| 2018 | NU'EST W Double U concert at Seoul, South Korea.  |
| 2018 | NU'EST W Double U concert at Bangkok, Thailand.   |
| 2018 | NU'EST W Double U concert at Taipei, Taiwan.      |
| 2018 | NU'EST W Double U Encore Concert at Hong Kong     |
| 2018 | NU'EST W Double U Encore Concert at Thailand      |

## Discografie
Articol principal: NU'EST discography

## Premii, nominalizari

### Soribada Best K-Music Awards
| An   | Categorie               | Nominat  | Rezultat    |
| ---- | ----------------------- | -------- | ----------- |
| 2018 | Bonsang Award           | NU'EST W | Cistigat    |
| 2018 | New Hallyu Icon Award   | NU'EST W | Cistigat    |
| 2018 | Popularity Award (Male) | NU'EST W | Nominalizat |

### Gaon Chart Music Awards
| An   | Categoria                       | Nominat        | Rezultat    |
| ---- | ------------------------------- | -------------- | ----------- |
| 2018 | Song of the Year – July         | "If You"       | Nominalizat |
| 2018 | Album of the Year – 4th Quarter | W, Here        | Nominalizat |
| 2018 | Song of the Year – October      | "Where You At" | Nominalizat |
| 2018 | Hot Performance of the Year     | NU'EST W       | Cistigat    |

### Asia Artist Awards
| An   | Categoria              | Nominat  | Rezultat    |
| ---- | ---------------------- | -------- | ----------- |
| 2017 | Best Entertainer Award | NU'EST W | Cistigat    |
| 2017 | Popularity Award       | NU'EST W | Nominalizat |

### Seoul Music Awards
| An   | Categoria            | Nominat  | Rezultat    |
| ---- | -------------------- | -------- | ----------- |
| 2013 | Best Rookie Award    | NU'EST   | Nominalizat |
| 2013 | Popularity Award     | NU'EST   | Nominalizat |
| 2018 | Daesang Award        | NU'EST W | Nominalizat |
| 2018 | Bonsang Award        | NU'EST W | Castigat    |
| 2018 | Popularity Award     | NU'EST W | Nominalizat |
| 2018 | Hallyu Special Award | NU'EST W | Nominalizat |

### Golden Disc Awards
| An   | Categoria               | Nominat  | Rezultat     |
| ---- | ----------------------- | -------- | ------------ |
| 2013 | Best Single             | Face     | Nominzalizat |
| 2013 | Most popular artist     | NU'EST   | Nominalizat  |
| 2013 | New Rising Star         | NU'EST   | Nominalizat  |
| 2018 | Disk Bonsang            | W, Here  | Castigat     |
| 2018 | Disk Daesang            | W, Here  | Nominalizat  |
| 2018 | Global Popularity Award | NU'EST W | Nominalizat  |

### Mnet Asian Music Awards
| An   | Categoria               | Nominat  | Rezultat |
| ---- | ----------------------- | -------- | -------- |
| 2017 | Best Male Group         | NU'EST W | Nominat  |
| 2017 | Artist of the Year      | NU'EST W | Nominat  |
| 2017 | Discovery of the Year   | NU'EST W | Castigat |
| 2017 | 2017 Favorite KPOP Star | NU'EST W | Nominat  |

### Alte premii
| An   | Premiu                        | Categoria                   | Nominat  | Rezultat |
| ---- | ----------------------------- | --------------------------- | -------- | -------- |
| 2012 | Arirang's Simply K-Pop Awards | Super Rookie Idol           | NU'EST   | Castigat |
| 2015 | Migu Music Awards             | Best Potential Group        | NU'EST   | Castigat |
| 2018 | V Live Awards                 | Global Artist Top 10        | NU'EST W | Castigat |
| 2018 | Asia Model Awards             | Popular Star Award (Singer) | NU'EST W | Castigat |
| 2018 |                               | Special Asia Award          | NU'EST W | Castigat |

##### M Countdown
| An   | Data         | Nominat        |
| ---- | ------------ | -------------- |
| 2017 | 19 Octombrie | "Where you at" |

##### Musik Bank
| An   | Data         | Nominat          |
| ---- | ------------ | ---------------- |
| 2017 | 20 Octombrie | ''Where you at'' |
| 2018 | 6 iulie      | "Dejavu"         |

## Legături externe
- Official Website Arhivat în 23 aprilie 2016, la Wayback Machine.
- Fancafe Daum
- Oficial youtube
- Oficial facebook
- Oficial V Live Arhivat în 7 septembrie 2018, la Wayback Machine.
- Oficial twittwr
- Ren twitter
- Baekho instagram
- JR instagram
- Aron instagram
- Minhyun instagram
- Ren instagram